# Lise Legrand
Lise Legrand (* 4. September 1976 in Boulogne-sur-Mer als Lise Golliot) ist eine ehemalige französische Ringerin.

## Biografie
Lise Legrand wurde 1995 und 1997 Weltmeisterin in zwei unterschiedlichen Gewichtsklassen. Zudem wurde sie fünf Mal Europameisterin (1999, 2000, 2001, 2002, 2003). Bei den Olympischen Spielen 2004 in Athen gewann sie die Bronzemedaille im Mittelgewicht. Bei ihrer zweiten Olympiateilnahme 2008 in Peking belegte sie den fünften Platz.
Ihr Ehemann David Legrand war ebenfalls Ringer.